# کیلام، آلبرتا
کیلام، آلبرتا (به انگلیسی: Killam, Alberta) منطقه ای مسکونی در کانادا است که در آلبرتا واقع شده‌است. کیلام ۹۸۹ نفر جمعیت دارد و ۶۸۰ متر بالاتر از سطح دریا واقع شده‌است.